# Arctostaphylos wellsii
Arctostaphylos wellsii là một loài thực vật có hoa trong họ Thạch nam. Loài này được W.Knight mô tả khoa học đầu tiên năm 1989.